# Robert Franciszek Guérin du Rocher
Robert Franciszek Guérin du Rocher SJ, (fra.) Robert-François Guérin du Rocher (ur. 23 października 1736 w Repas, zm. 3 września 1792 w Paryżu) – błogosławiony Kościoła katolickiego, męczennik, ofiara prześladowań antykatolickich okresu francuskiej rewolucji.
Urodził się w miejscowości Repas należącej do diecezji Séez.  Do nowicjatu Towarzystwa Jezusowego wstąpił po studiach w Caen, 25 września 1752 roku w Paryżu. W pięć lat później podjął działalność dydaktyczną w kolegium w Nevers, a od 1761 roku był wykładowcą literatury w Eu. Po kasacie zakonu, w 1762 podjął działalność misyjną na Bliskim Wschodzie. Rozwiązanie zakonu uniemożliwiło Robertowi Franciszkowi Guérin du Rocher złożenie profesji. Czas pracy jako misjonarz godził z pracą badawczą. W latach 1769 i 1773 był proboszczem w Salonikach, aż do likwidacji misji z rozkazu tureckiego sułtana. Studia teologiczne miał ukończyć w czasie pobytu w Polsce i tu także miał przyjąć święcenia kapłańskie. W Paryżu opublikował Lettre d`un missionaire Apostolique... touchant l`ètat... de la religion parmisles Grecs. Współuczestniczył w przygotowaniu Traité historique et dogmatique de la vraie religion Jana Mikołaja Grou. Duszpasterzował pełniąc obowiązki ojca duchownego Zakonu Nawiedzenia Najświętszej Maryi Panny przy Rue du Bac od  1782 roku pełnił posługę jako kapelan szpitala La Salpêtrière.
1791 roku odmówił złożenia przysięgi na cywilną konstytucję kleru i w rok później 13 sierpnia 1792 roku został aresztowany razem z bratem Piotrem, u którego się schronił i kuzynem Jakubem de la Lande. Uwięzieni zostali w prowizorycznym więzieniu utworzonym z kościoła i zabudowań przy seminarium Saint Firmin (św. Firmina). Wszyscy trzej padli ofiarą tak zwanych masakr wrześniowych, w których zginęło 300 duchownych.
Dzienna rocznica śmierci jest dniem kiedy wspominany jest w Kościele katolickim, zaś jezuici wspominają go także 19 stycznia.
Robert Franciszek Guérin du Rocher znalazł się w grupie 191 męczenników z Paryża beatyfikowanych przez papieża Piusa XI 17 października 1926.